# Đông Di

Bản đồ thời nhà Chu gồm Hoa Hạ bao quanh là Tứ Di: Đông Di, Bắc Địch, Tây Nhung và Nam Man

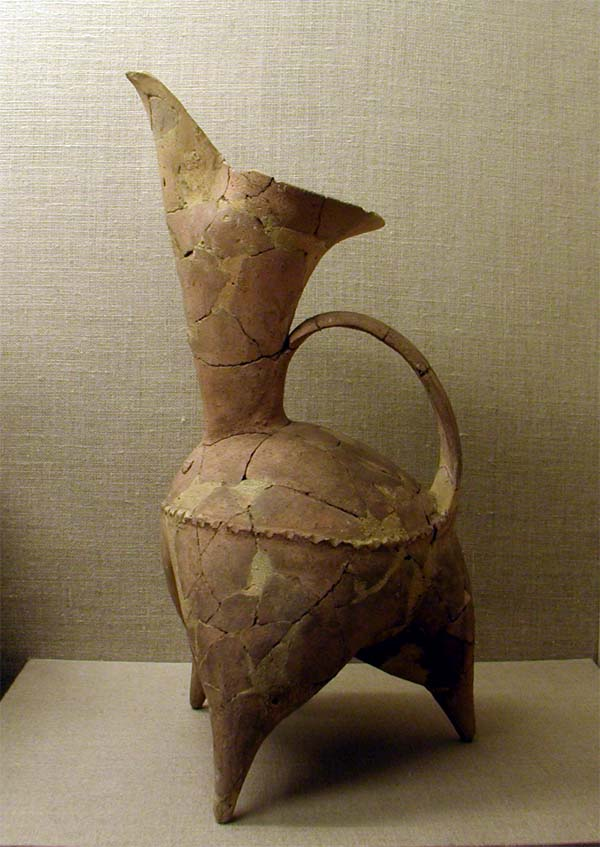
Quy (鬹) từ Văn hóa Đại Vấn Khẩu

Đông Di (chữ Hán: 東夷, bính âm: Dongyi) là thuật ngữ miệt thị trong lịch sử Trung Quốc để chỉ người Bách Bộc (tên gọi khác của người Việt cổ) ở phía Đông Bắc Trung Quốc.
Theo bản ghi chép xưa nhất của Trung Hoa "Tả truyện", nhà Thương bị sụp đổ bởi cuộc tấn công của vua Vũ nhà Chu, đồng thời lúc đó nhà Chu cũng tấn công Đông Di. Tới giữa nhà Chu, người Đông Di đã dung hợp với người Hoa Hạ, trong sách vở từ thời Tần-Hán về sau không còn ghi chép nào về người Đông Di.

## Văn hóa

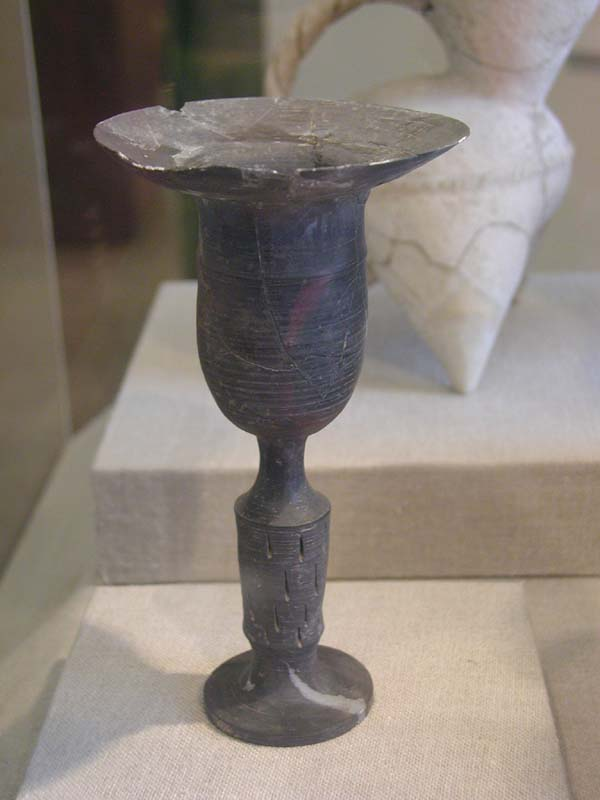
Gốm đen thuộc văn hóa Long Sơn

### Ký tự

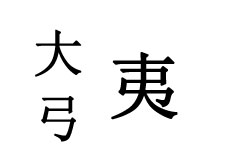